# Жамет, Альберт Данилович
Альберт Данилович Жамет (пол. Albert Żamett, лит. Albertas Žametas; 25 ноября (7 декабря) 1821, Вильна — 1877) — русский художник-пейзажист, академик живописи.

## Биография
Альберт Жамет в городе Вильне в небогатой семье местного мещанина — выходца из Гумбиннена в Восточной Пруссии (ныне Гусев). Окончил гимназию в Вильне. Учился с 1840 года в петербургской Императорской Академии художеств, где главным его наставником был профессор М. Н. Воробьев.
В 1847 году на средства графа Бенедикта Тышкевича отправился в Италию и пробыл в чужих краях до 1859 года, посетив, кроме этой страны классического искусства, Францию, Англию и Германию. В 1854 году получил от римской Академии святого Луки премию за вид озера Неми. В том же году за присланную в Санкт-Петербург картину «Тиволи и его водопады» был удостоен звания неклассного художника. Получил звание академика (1859) за три вида из окрестностей Вима (Рокка-ди-Папа).
После этого отправился во второе путешествие за границу (1861—1863). С 1864 года до самой своей кончины работал декоратором при виленском городском театре. Помимо упомянутых, лучшие произведения этого художника: «Альбанское озеро», «Арко-Скуро и разные виды виллы Бутера, в Палермо» (в Зимнем дворце), «Римский Колизей», «Вид в окрестностях Неаполя», «Римская Кампанья за Порта-Маджоре» и «Римский вид».
Альберт Данилович Жамет умер в 1877 году.

Работы Альберта Жамета
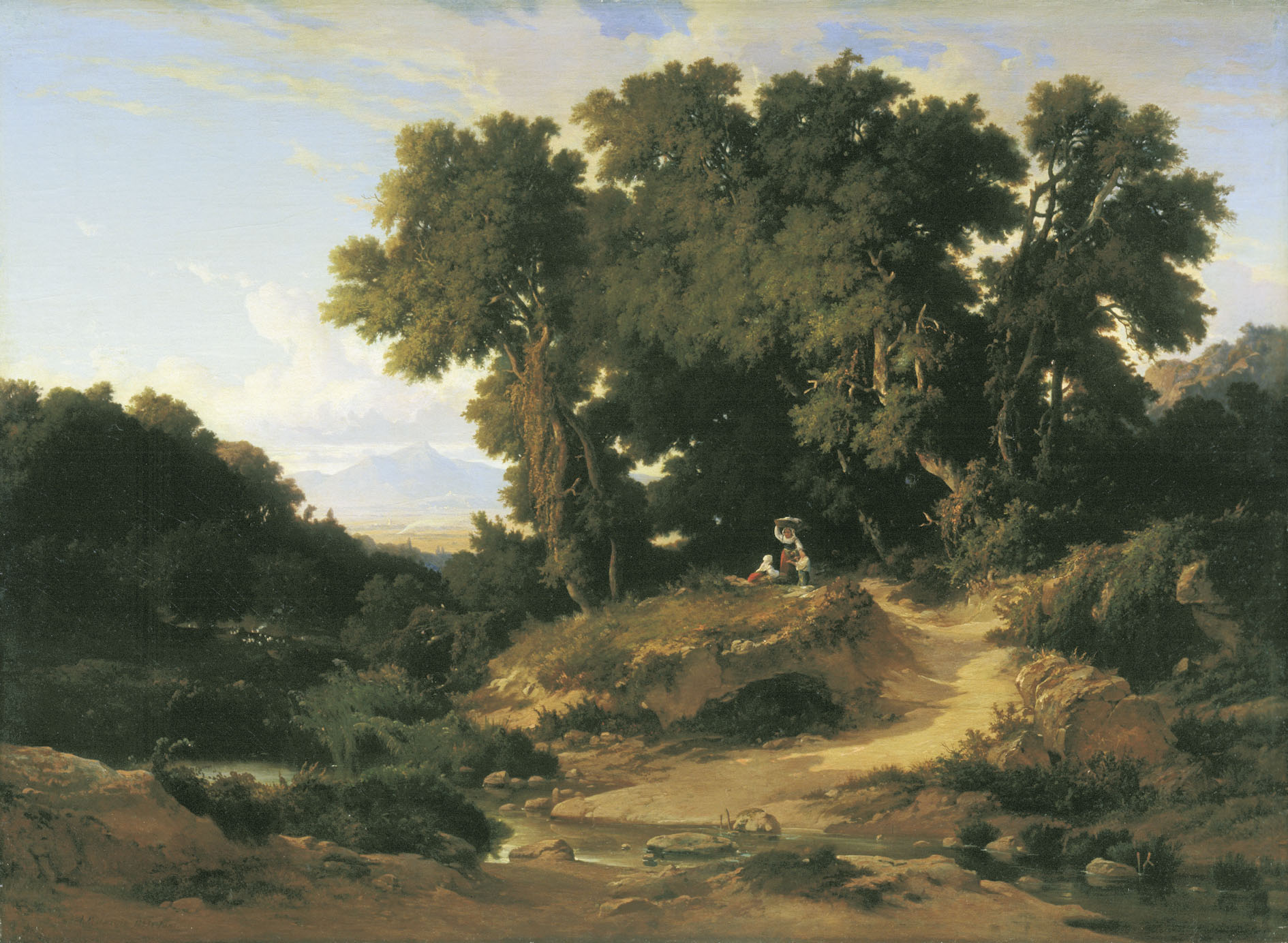
Итальянский пейзаж (1853)
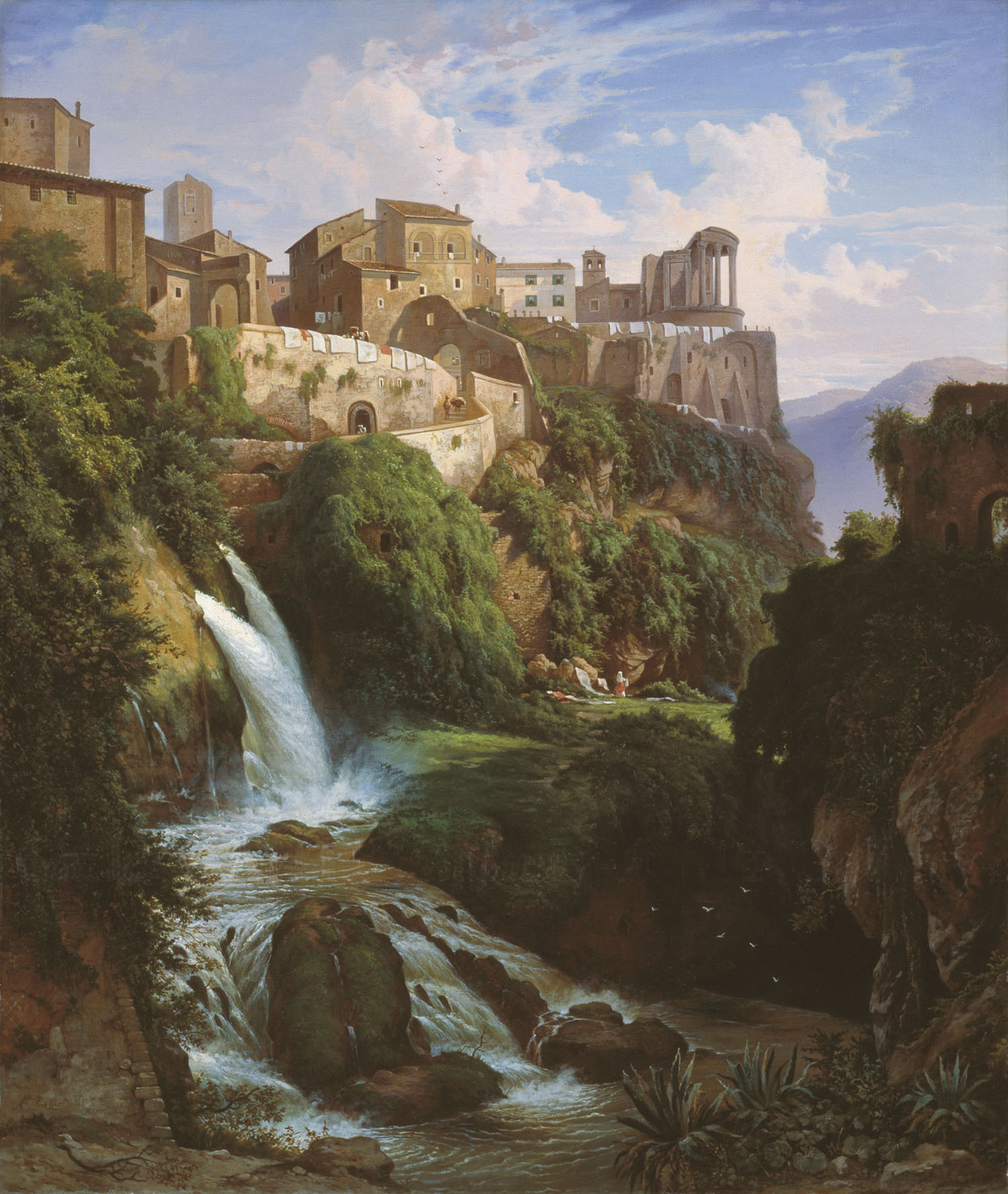
Водопад и Храм Сивиллы в Тиволи
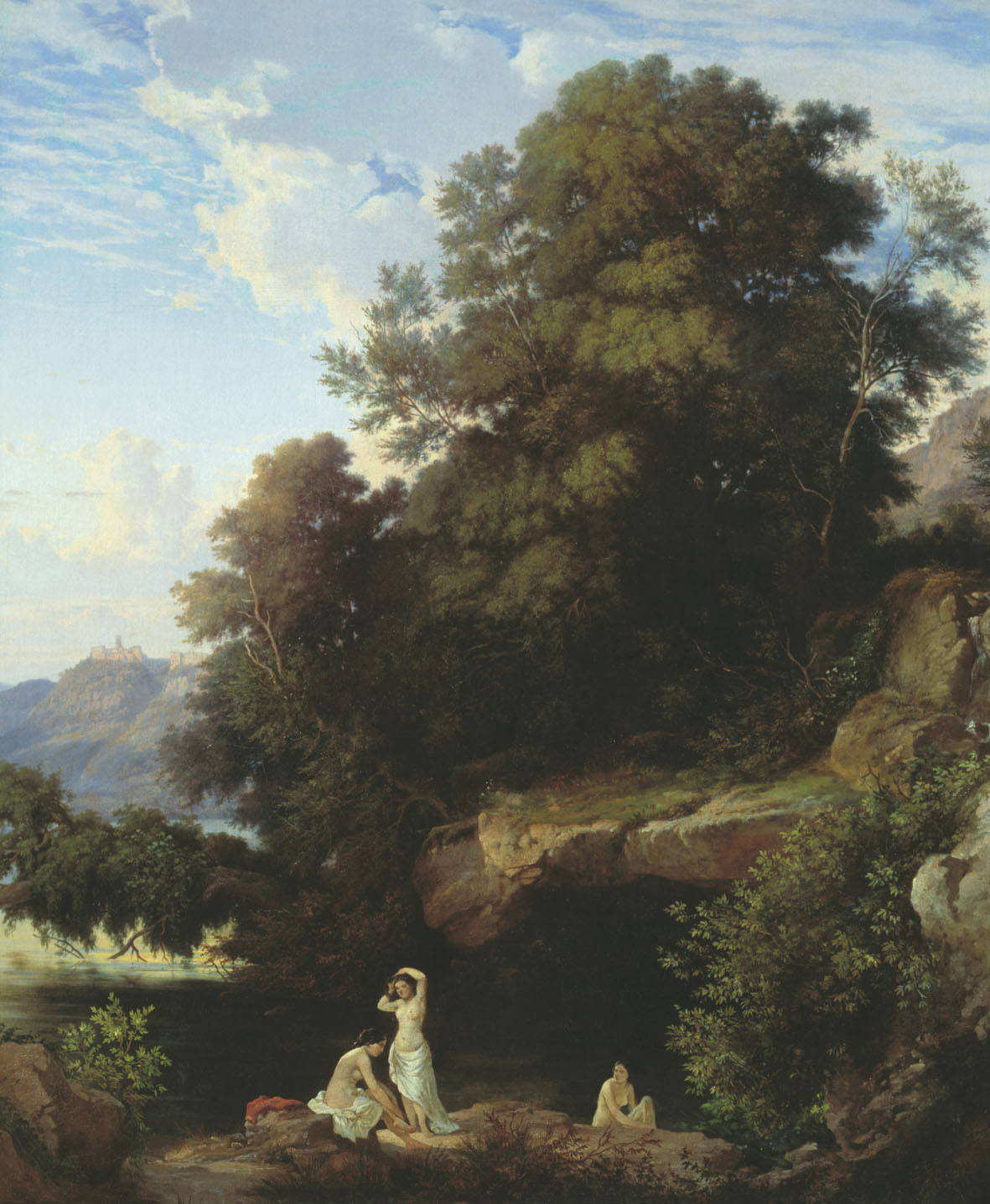
Купальщицы